# Lagen om lika möjligheter
Lagen om lika möjligheter (franska loi pour l'égalité des chances) är en fransk lag som trädde i kraft 31 mars 2006. Lagen hade föreslagits av Jean-Louis Borloo, minister med ansvar för bostadsfrågor, social sammanhållning och arbetsmarknadsfrågor, som ett svar på upploppen i Paris förorter under hösten 2005.
Den mest omstridda punkten i lagen har varit artikel 8, som handlar om förstaanställningskontraktet. Den artikeln ingick inte i Jean-Louis Borloos originalförslag utan lades till av nationalförsamlingen 9 februari. Arbetsrättsprotesterna i Frankrike 2006 riktades i första hand mot förstaanställningskontraktet men i andra hand även mot Lagen om lika möjligheter i sin helhet
10 april 2006 meddelade president Jacques Chirac att förstaanställningskontraktet skulle strykas ur lagen och ersättas med arbetsmarknadspolitiska åtgärder som syftade till att få in fler ungdomar på arbetsmarknaden. 

## Lagens innehåll
- Möjlighet till undantag från skolplikten för att påbörja lärlingsskap redan vid 14 års ålder[3].
- Skapandet av fler ZFU-områden[4].
- Åtgärder för att bekämpa diskriminering: skapandet av en nationell myndighet för social sammanhållning och lika möjligheter.[5]
- Upprättandet av ett föräldraansvarskontrakt som innebär att de bidrag som utgår till barnfamiljer dras in om barnen har för hög frånvaro i skolan. [6].
- Nattarbete tillåts redan från 15 års ålder.[7].
- Upprättandet av en frivillig civilplikt.[8].